# هوهنفلس (بایرن)
هوهنفلس (به آلمانی: Hohenfels) یک شهر در آلمان است که در Neumarkt واقع شده‌است.